# Don't Happy, Be Worry
Don't Happy, Be Worry, eller Čobane vrati se, är det åttonde studioalbumet från den montenegrinska sångaren Rambo Amadeus. Det släpptes år 2000 och innehåller 11 låtar. I Kroatien och Slovenien släpptes albumet under titeln Čobane vrati se.

## Låtlista
1. "Izađite molim (Variola Vera)"
2. "Švancwald klinik"
3. "Hej haj barikade"
4. "Maroko, zemljo obećana"
5. "Teško gorko lako (Svakom onom ludom pomamnom mornaru)"
6. "Samrt time (Đesi Đenis)"
7. "Moj skutere"
8. "Don't Happy, Be Worry"
9. "Laganese"
10. "Kukuruz za moju bivšu dragu"
11. "Čoban je upravo napustio zgradu"